# Lasiurus castaneus
Lasiurus castaneus is een zoogdier uit de familie van de gladneuzen (Vespertilionidae). De wetenschappelijke naam van de soort werd voor het eerst geldig gepubliceerd door Handley in 1960.